# Max Newman
Maxwell Herman Alexander Newman, noto semplicemente come Max Newman (Chelsea, 7 febbraio 1897 – Cambridge, 22 febbraio 1984), è stato un matematico britannico.
Membro della Royal Society, il suo lavoro nella seconda guerra mondiale portò alla costruzione di Colossus, il primo computer elettronico programmabile operativo al mondo, e fondò, presso l'Università di Manchester, il Computing Machine Laboratory della Royal Society, che produsse nel 1948 il primo computer a programma memorizzato, il Manchester Baby.

## Istruzione e primi anni di vita
Newman è nato nel quartiere londinese di Chelsea, in Inghilterra, da una famiglia ebrea, il 7 febbraio 1897. Suo padre era Herman Alexander Neumann, originario della città tedesca di Bromberg (oggi Bydgoszcz in Polonia), che era emigrato con la sua famiglia a Londra all'età di 15 anni. Herman lavorava come segretario in una compagnia e sposò Sarah Ann Pike, un'insegnante irlandese, nel 1896.
La famiglia si trasferì a Dulwich nel 1903, e Newman frequentò la Goodrich Road School, poi la City of London School dal 1908. A scuola eccelleva nelle materie umanistiche e in matematica; giocava a scacchi e sapeva suonare il pianoforte.
Newman vinse una borsa di studio per studiare matematica al St John's College di Cambridge nel 1915 e nel 1916 ottenne un First nella Parte I del Mathematical Tripos di Cambridge.

## Prima guerra mondiale
Gli studi di Newman furono interrotti dalla prima guerra mondiale. Suo padre fu internato come straniero nemico dopo l'inizio della guerra nel 1914, e dopo il suo rilascio tornò in Germania. Nel 1916, Herman cambiò il suo nome nell'anglicizzato "Newman" e Sarah fece lo stesso nel 1920. Nel gennaio 1917, Newman prese un posto di insegnante presso la Grammar School dell'arcivescovo Holgate di York, lasciandolo nell'aprile 1918. Trascorse alcuni mesi nel Royal Army Pay Corps, e poi insegnò alla Chigwell School per sei mesi nel 1919 prima di tornare a Cambridge. Fu chiamato per il servizio militare nel febbraio 1918, ma si appellò all'obiezione di coscienza per via del suo credo e del paese di origine di suo padre, evitando così qualsiasi ruolo diretto nei combattimenti.

## Periodo interbellico

### Laurea
Newman riprese gli studi nell'ottobre 1919 e si laureò nel 1921 come Wrangler (equivalente a un First) nella Parte II del Mathematical Tripos, e si distinse nel Schedule B (l'equivalente della Parte III). Nella sua tesi ha considerato l'uso di "macchine simboliche" in fisica, prefigurando il suo successivo interesse per le macchine informatiche.

### Inizio della carriera accademica
Il 5 novembre 1923 Newman fu eletto Fellow di St John's. Lavorò sui fondamenti della topologia combinatoria e propose di definire una nozione di equivalenza utilizzando solo tre "mosse" elementari. La definizione di Newman evitava le difficoltà sorte dalle precedenti definizioni del concetto. La pubblicazione di oltre venti articoli ha stabilito la sua reputazione come "esperto in topologia moderna". Newman ha scritto Elements of the topology of plane sets of points ("Elementi della topologia degli insiemi piani di punti"), un lavoro sulla topologia generale e un testo universitario. Ha anche pubblicato articoli sulla logica matematica e ha risolto un caso speciale del quinto problema di Hilbert.
Fu nominato docente di matematica a Cambridge nel 1927.  Le sue lezioni del 1935 sui Fondamenti della matematica e sul teorema di Gödel ispirarono Alan Turing a intraprendere il suo lavoro sull'Entscheidungsproblem (problema decisionale) che era stato posto da David Hilbert e Wilhelm Ackermann nel 1928. La soluzione di Turing consisteva nel proporre un'ipotetica macchina di calcolo programmabile. Nella primavera del 1936, Newman ricevette da Turing una bozza del suo articolo intitolato "On Computable Numbers with an Application to the Entscheidungsproblem" ("Sui numeri calcolabili con un'applicazione all'Entscheidungsproblem"). Resosi conto della sua importanza, contribuì a garantirne una rapida pubblicazione. Newman in seguito fece in modo che Turing visitasse Princeton dove Alonzo Church stava lavorando allo stesso problema ma usando il suo lambda calcolo. Durante questo periodo, Newman iniziò a condividere il sogno di Turing di costruire una macchina di calcolo a programma memorizzato.
Durante questo periodo a Cambridge, sviluppò strette amicizie con Patrick Blackett, Henry Whitehead e Lionel Penrose.
Nel settembre 1937, Newman e la sua famiglia accettarono un invito a lavorare per sei mesi a Princeton. Alla fine del suo soggiorno a Princeton, presentò una dimostrazione della congettura di Poincaré, su cui stava lavorando, per poi però accorgersi che era errata quando era a Cambridge nel luglio 1938.
Nel 1939, Newman fu eletto Fellow della Royal Society.

### Vita privata
Nel dicembre 1934, sposò Lyn Lloyd Irvine (1901-1973), una scrittrice, con Patrick Blackett come testimone. Ebbero due figli, Edward (1935) e William (1939).

## Seconda guerra mondiale
Il 3 settembre 1939 il Regno Unito dichiarò guerra alla Germania. Il padre di Newman era ebreo, il che era particolarmente preoccupante di fronte alla Germania nazista, e Lyn, Edward e William furono evacuati in America nel luglio 1940, dove trascorsero tre anni prima di tornare in Inghilterra nell'ottobre 1943. Dopo che Oswald Veblen, il quale sosteneva "che ogni uomo abile [avrebbe dovuto] dovrebbe portare una pistola o una bomba a mano e combattere per il suo paese", si oppose al suo ritorno a Princeton, Newman rimase a Cambridge e all'inizio continuò a fare ricerca e a insegnare.

### Government Code and Cypher School
Alla primavera del 1942, Newman stava valutando se essere coinvolto nello sforzo bellico. Dopo che Patrick Blackett lo raccomandò al direttore dell'intelligence navale, Newman fu sondato da Frank Adcock in relazione al Government Code and Cypher School a Bletchley Park (l'attuale Government Communications Headquarters).
Newman era cauto, preoccupato di assicurarsi che il lavoro fosse sufficientemente interessante e utile, e c'era anche la possibilità che la nazionalità tedesca di suo padre escludesse qualsiasi coinvolgimento in un lavoro top secret. I potenziali problemi furono risolti entro l'estate e accettò di arrivare a Bletchley Park il 31 agosto 1942. Newman fu invitato da F. L. (Peter) Lucas a lavorare su Enigma, ma decise di unirsi al gruppo di John Tiltman che lavorava sul cifrario Lorenz, chiamato colloquialmente Tunny.

### Tunny
Newman fu assegnato alla sezione di ricerca e si mise al lavoro su un cifrario per telescriventi tedesco noto come "Tunny". È entrato a far parte del "Testery" nel mese di ottobre. A Newman piaceva la compagnia ma non gli piaceva il lavoro e riteneva che non fosse adatto ai suoi talenti. Convinse i suoi superiori che il metodo di Tutte poteva essere meccanizzato, e nel dicembre 1942 fu incaricato di sviluppare una macchina adatta. Poco dopo, Edward Travis (allora capo operativo di Bletchley Park) chiese a Newman di guidare la ricerca sulla decrittazione meccanizzata del codice.

### La Newmanry
Quando la guerra finì, a Newman fu presentato un boccale d'argento con la scritta "To MHAN from the Newmanry, 1943-1945".

#### Heath Robinson
La costruzione iniziò nel gennaio 1943 e il primo prototipo fu consegnato nel giugno 1943. È stato gestito nella nuova sezione di Newman, denominata "Newmanry", è stato inizialmente ospitato nella capanna 11 e inizialmente gestito da lui stesso, Donald Michie, due ingegneri e sedici Wrens (le donne della Royal Navy). Le Wrens soprannominarono la macchina "Heath Robinson", in onore dell'omonimo fumettista che disegnava disegni umoristici di assurdi dispositivi meccanici.

#### Colossus
Le macchine Robinson erano limitate in velocità e affidabilità. Tommy Flowers della Post Office Research Station a Dollis Hill aveva esperienza con le valvole termoioniche e costruì una macchina elettronica, il computer Colossus, che fu installato nella Newmanry. Questo fu un grande successo e dieci erano in uso entro la fine della guerra.

## Carriera accademica successiva

### Cattedra Fielden dell'Università Victoria di Manchester
Nel settembre 1945, Newman fu nominato capo del Dipartimento di matematica e della Cattedra Fielden di matematica pura presso l'Università Victoria di Manchester.

#### Computing Machine Laboratory
Newman non perse tempo nell'istituire il rinomato Computing Machine Laboratory della Royal Society presso l'Università. Nel febbraio 1946, scrisse a John von Neumann, esprimendo il suo desiderio di costruire una macchina informatica. La Royal Society approvò la richiesta di sovvenzione di Newman nel luglio 1946. Frederic Calland Williams e Tom Kilburn, esperti in progettazione di circuiti elettronici, sono stati reclutati dal Telecommunications Research Establishment. Kilburn e Williams costruirono Baby, il primo computer digitale elettronico a programma memorizzato basato sulle idee di Alan Turing e John von Neumann.
Dopo che l'Automatic Computing Engine subì ritardi e contrattempi, Turing accettò l'offerta di Newman e si unì al Computer Machine Laboratory nel maggio 1948 come vicedirettore (non essendoci un direttore). Turing si unì a Kilburn e Williams per lavorare al successore di Baby, il Manchester Mark 1. La collaborazione tra l'Università e Ferranti produsse in seguito il Ferranti Mark 1, il primo computer prodotto in serie ad essere messo in vendita.

### Pensione
Newman andò in pensione nel 1964 per vivere a Comberton, vicino a Cambridge. Dopo la morte di Lyn nel 1973, sposò Margaret Penrose, vedova del suo amico Lionel Penrose, padre di Sir Roger Penrose.
Ha continuato a fare ricerca sulla topologia combinatoria durante un periodo in cui l'Inghilterra era un importante centro di attività, in particolare Cambridge sotto la guida di Christopher Zeeman. Newman diede importanti contributi che lo hanno portato a presentare il suo lavoro al Congresso internazionale dei matematici del 1962 a Stoccolma all'età di 65 anni; nel 1966 dimostrò una congettura di Poincaré generalizzata per varietà topologiche.
All'età di 85 anni, Newman iniziò a soffrire della malattia di Alzheimer. Morì a Cambridge due anni dopo.

## Onori
- Fellow della Royal Society, eletto 1939
- Medaglia Sylvester della Royal Society, assegnata nel 1958
- London Mathematical Society, presidente 1949-1951
- Medaglia De Morgan della LMS, assegnata 1962
- D.Sc. Università di Hull, assegnato nel 1968

Il Newman Building di Manchester, chiamato così in suo onore, ha ospitato i matematici puri dell'Università Victoria di Manchester tra il 2004 e il luglio 2007, in attesa del trasferimento della School of Mathematics dalla Mathematics Tower nel nuovo Alan Turing Building, dove una sala conferenze è intitolata in suo onore.
Nel 1946, Newman rifiutò l'onorificenza dell'OBE poiché considerava l'offerta derisoria. Alan Turing era stato nominato OBE sei mesi prima e Newman riteneva che fosse un riconoscimento inadeguato del contributo di Turing per la vittoria della guerra, definendolo come  "trattamento ridicolo di Turing".